# Роуз, Дэвид
Дэвид Роуз (англ. David Rose; 10 апреля 1923, Британская Гвиана — 10 ноября 1969, Лондон) — государственный деятель Гайаны. С 1966 по 1969 год занимал должность генерал-губернатора страны.

## Биография
Вырос в Махайке в Британской Гвиане, получил образование в колледже Маунт-Сент-Мэри в Англии. Вернувшись в Британскую Гвиану после окончания Второй мировой войны, Дэвид Роуз поступил на службу в колониальные полицейские силы, а затем стал помощником комиссара полиции. С 1960 по 1961 год был офицером обороны Федерального правительства Федерации Вест-Индии в Тринидаде и Тобаго. 
После распада Федерации, между 1964 и 1966 годами, был колониальным администратором Антигуа и Барбуда. Затем был переведён на службу в независимую Гайану, где занимал должность генерал-губернатора с 1966 по 1969 год. Погиб в результате несчастного случая во время посещения Лондона, куда прибыл для сложения полномочий генерал-губернатора. Имел следующие государственные награды: «Colonial Police Medal» и высшую награду Гайаны — «Order of Excellence», который был посмертно вручён в 1970 году. Стал первым, кто был похоронен на Площади героев в Гайанском ботаническом саду.